# Marceli Żędzianowski
Marceli Żędzianowski (ur. 17 lipca 1932 w Byble, zm. 11 czerwca 2014 w Gdańsku) – polski tancerz i choreograf.

## Życiorys
Ukończył Szkołę Tańca Artystycznego prowadzoną przez Janinę Jarzynównę-Sobczak w Krakowie oraz studio dramatyczne Iwo Galla. Razem z Gallem przeniósł się do Gdańska i w 1949 debiutował w Studio Muzyczno-Dramatycznym przy Teatrze Wybrzeże. Od 1950 był związany ze Studiem Operowym przy Filharmonii Bałtyckiej, gdzie występował m.in. Eugeniuszu Oneginie i Strasznym dworze. W połowie lat 50. występował na scenie Państwowej Opery Bałtyckiej, a od 1965 równocześnie w Teatrze Muzycznym w Gdyni, gdzie był solistą i kierownikiem baletu, a od 1966 również pedagogiem. Marceli Żędzianowski był również choreografem, w Teatrze Muzycznym w Gdyni, Teatrze im. Wilama Horzycy w Toruniu, Teatrze im. Osterwy w Gorzowie Wielkopolskim, Teatrze Miniatura w Gdańsku oraz Teatrze Dramatycznym w Elblągu. W 1970 założył Zespół Pieśni i Tańca Uniwersytetu Gdańskiego „JANTAR", w 1976 stworzył z nim na deskach Opery Bałtyckiej pierwszy teatr ruchu na Wybrzeżu.
Pochowany na Cmentarzu Srebrzysko w Gdańsku (rejon I, taras IV-1-37).

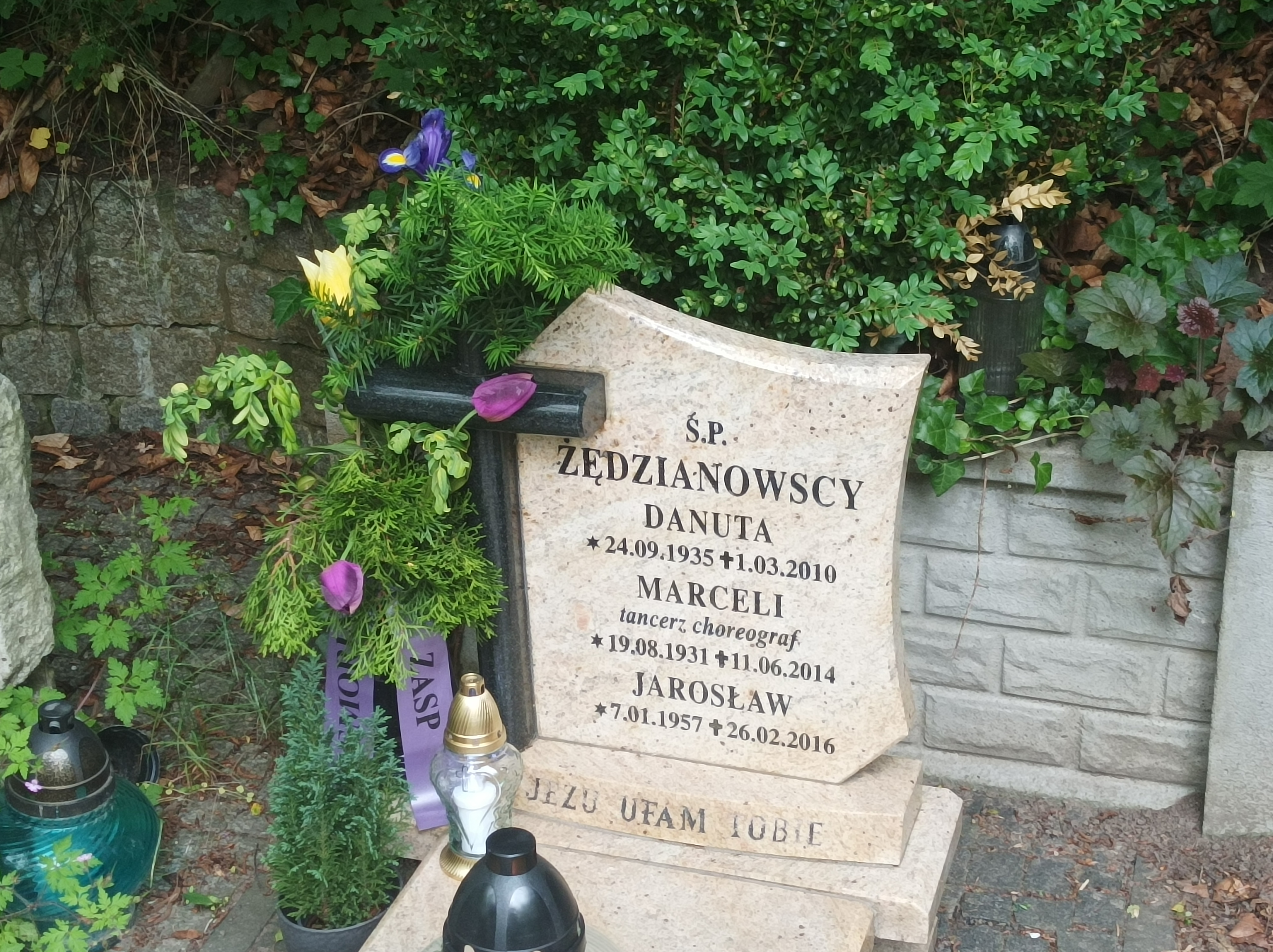
Grób Marcelego Żędzianowskiego na Cmentarzu Srebrzysko